# Väjekjåkka
De Väjekjåkka is een bergbeek binnen de Zweedse  gemeente Kiruna. De beek ontstaat op ongeveer 700 meter hoogte, stroomt oostwaarts, is ongeveer 10 kilometer lang en levert haar water af aan de Jarenjåkka.
Afwatering: Väjekjåkka → Jarenjåkka → Pulsurivier → Lainiorivier → Torne → Botnische Golf.